# 2-oxoglutarato carboxilasa
La 2-oxoglutarato carboxilasa (EC 6.4.1.7) es una enzima que cataliza la reacción de carboxilación del 2-oxoglutarato a oxalosuccinato utilizando bicarbonato y ATP.
2-oxoglutarato + HCO3- + ATP {\displaystyle \rightleftharpoons } oxalosuccinato + ADP + fosfato
Requiere como cofactor biotina y magnesio. Originalmente se pensaba que esta enzima era un factor que promovía la carboxilación del 2-oxoglutarato por la isocitrato deshidrogenasa (NAD+), pero esta teoría fue rechazada. El producto de la reacción es inestable y es rápidamente convertido a isocitrato por la acción de la isocitrato deshidrogenasa (NAD+). La enzima del Hydrogenobacter thermophilus se presenta como un heterohexadecámero de 8 subunidades de cadena larga y 8 subunidades de cadena corta.